# 夢中的筆直道路
《夢中的筆直道路》，日本女性創作歌手aiko的第6張錄音室專輯。2005年3月2日發行。

## 概要
前作《破曉的情書》約一年半之後發行。收錄了包括《包包》、《花風》和《三國站》3首單曲在內的13首曲目，其中《三國站》是專輯的先行單曲。
第二次邀請了著名男演員時任三郎出演專輯的電視廣告。
發售首週即取得Oricon公信榜冠軍，連續兩張專輯取得冠軍。還成為2005年3月度的冠軍專輯，是aiko首次取得Oricon專輯月間冠軍。Oricon統計總銷量超過50萬張。

## 收錄曲目
1. 青色光線（青い光）
2. 戀人同士（恋人同士）
3. 能量
4. 明天亦將一如既往（明日もいつも通りに）
5. 包包
6. 戀愛的眼淚（恋の涙）
7. 琉璃之夜（ビードロの夜）
8. 愛的小動作（愛のしぐさ）
9. 再靠近一點（ずっと近くに）
10. Smooch!
11. 花風
12. 三國站（三国駅）
13. 星物語（星物語）

## 外部連結
- 唱片介紹
- 唱片介紹（SACD盤）